# Ferdinand Périer
Ferdinand Périer (Anversa, 22 settembre 1875 – Calcutta, 10 novembre 1968) è stato un arcivescovo cattolico belga.

## Biografia
Nato ad Anversa da una famiglia di commercianti, si formò presso il collegio gesuita della sua città e iniziò a lavorare nel mondo degli affari, divenendo dirigente di una società di assicurazioni marittime.
Nel 1897 decise di abbracciare la vita religiosa nella Compagnia di Gesù: fece il noviziato a Drongen e studiò filosofia a Lovanio; fu insegnante presso il Collège Saint-Michel di Bruxelles.
Partì per le missioni in India nel 1906 e nel 1911 fu nominato segretario dell'arcivescovo gesuita di Calcutta. Nel 1913 fu nominato superiore regolare della missione gesuita nel Bengala Occidentale.
Papa Benedetto XV lo elesse arcivescovo di Platea in partibus e coadiutore, con diritto di successione, di Calcutta l'11 agosto 1921. Divenne arcivescovo alla morte di Brizio Meuleman, nel 1924.
Nel 1937 organizzò la prima riunione dei vescovi indiani ponendo le basi di quella che nel 1944 divenne la Conferenza episcopale indiana.
Invitò a lavorare a Calcutta i salesiani, le suore francescane missionarie di Maria, le suore del Carmelo apostolico e i Fratelli della Carità.
Sotto il suo episcopato madre Teresa iniziò il suo apostolato tra i poveri della città.
Lasciò la guida della diocesi nel 1960 divenendo arcivescovo titolare di Roina: in tal veste, partecipò alle prime due sessioni del Concilio Vaticano II.

## Genealogia episcopale e successione apostolica
La genealogia episcopale è:
- Cardinale Scipione Rebiba
- Cardinale Giulio Antonio Santori
- Cardinale Girolamo Bernerio, O.P.
- Arcivescovo Galeazzo Sanvitale
- Cardinale Ludovico Ludovisi
- Cardinale Luigi Caetani
- Cardinale Ulderico Carpegna
- Cardinale Paluzzo Paluzzi Altieri degli Albertoni
- Papa Benedetto XIII
- Papa Benedetto XIV
- Papa Clemente XIII
- Cardinale Marcantonio Colonna
- Cardinale Giacinto Sigismondo Gerdil, B.
- Cardinale Giulio Maria della Somaglia
- Cardinale Carlo Odescalchi, S.I.
- Cardinale Costantino Patrizi Naro
- Cardinale Lucido Maria Parocchi
- Papa Pio X
- Papa Benedetto XV
- Cardinale Willem Marinus van Rossum, C.SS.R.
- Arcivescovo Pietro Pisani
- Arcivescovo Ferdinand Périer, S.I.

La successione apostolica è:
- Vescovo Oscar Sevrin, S.I. (1934)
- Arcivescovo Louis Mathias, S.D.B. (1934)
- Arcivescovo Stefano Ferrando, S.D.B. (1934)
- Arcivescovo Joseph Alexander Fernandes (1949)
- Arcivescovo Niclas Kujur, S.I. (1952)
- Arcivescovo Vivian Anthony Dyer (1959)